# Malegno
Malegno é uma comuna italiana da região da Lombardia, província de Bréscia, com cerca de 2.111 habitantes. Estende-se por uma área de 6 km², tendo uma densidade populacional de 352 hab/km². Faz fronteira com Breno, Cerveno, Cividate Camuno, Losine, Lozio, Ossimo.

## Demografia
| Variação demográfica do município entre 1861 e 2011                               |
|                                                                                   |
| Fonte: Istituto Nazionale di Statistica (ISTAT) - Elaboração gráfica da Wikipedia |